# Le Chantier
Pour les articles homonymes, voir Chantier.
Le Chantier est une œuvre sociale catholique située 24 rue Antoine-Julien-Hénard dans le 12e arrondissement de Paris, affiliée à la Fédération sportive et culturelle de France (FSCF).
Elle est fondée en 1905 comme patronage paroissial de l'église Saint-Antoine-des-Quinze-Vingts. Elle est à l'origine de l'Union Athlétique du Chantier Paris (UAC), association sportive omnisports qui compte plusieurs sections, notamment en football et gymnastique.

## Historique
En 1904, le curé de l'église Saint-Antoine-des-Quinze-Vingts, l'abbé Maurice Rivière charge son vicaire, l'abbé Francis Poivrel, de créer un patronage de garçons. Aussitôt, celui-ci loue le hangar d'un négociant en bois au 199 rue de Bercy face à la gare de Lyon et entreprend de réunir auprès des notables de l'arrondissement les fonds nécessaires à son aménagement en salle polyvalente avec de multiples annexes.

### Les premiers pas (1904-1914)

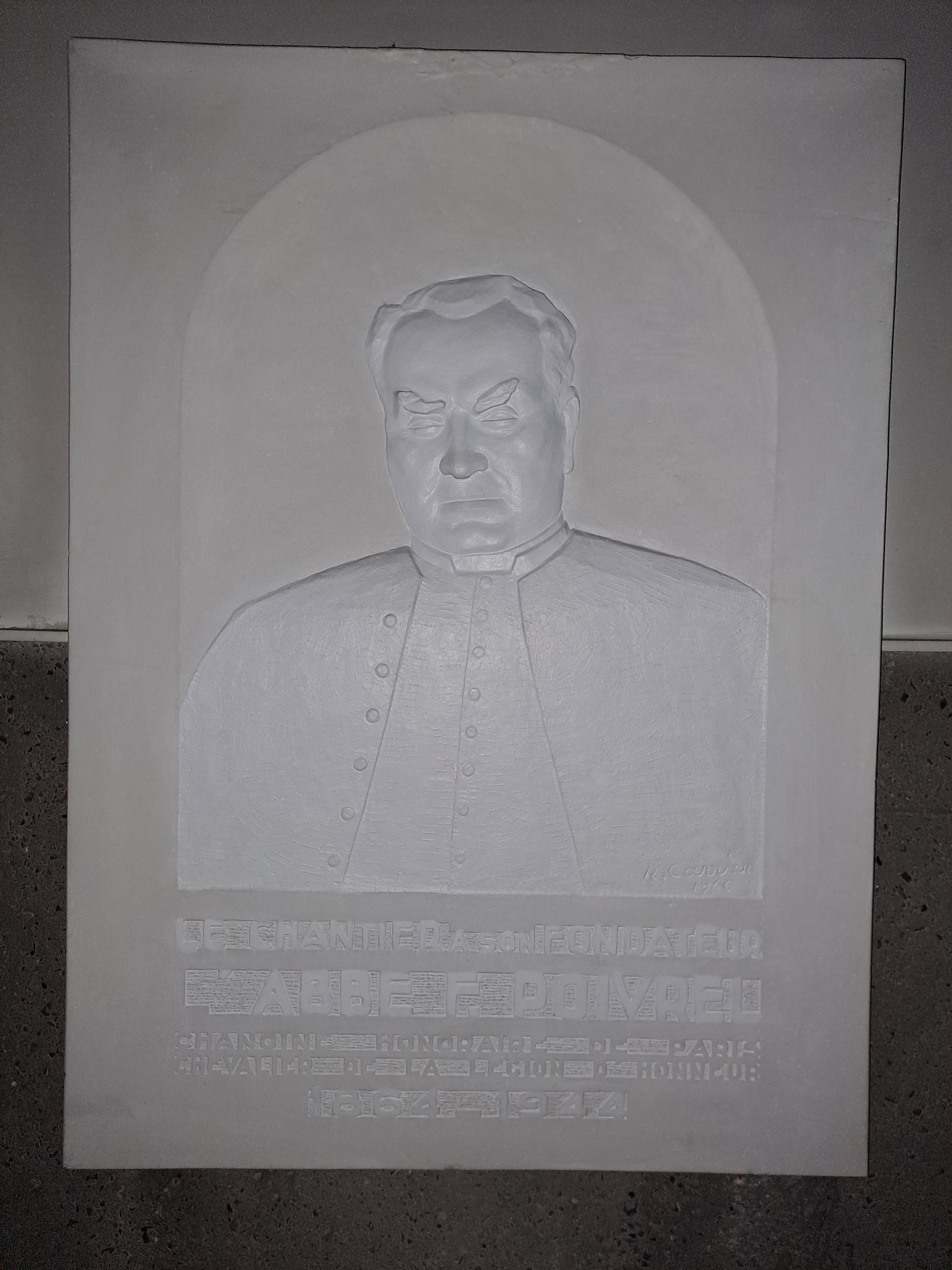
Le chanoine Francis Poivrel, fondateur du Chantier.

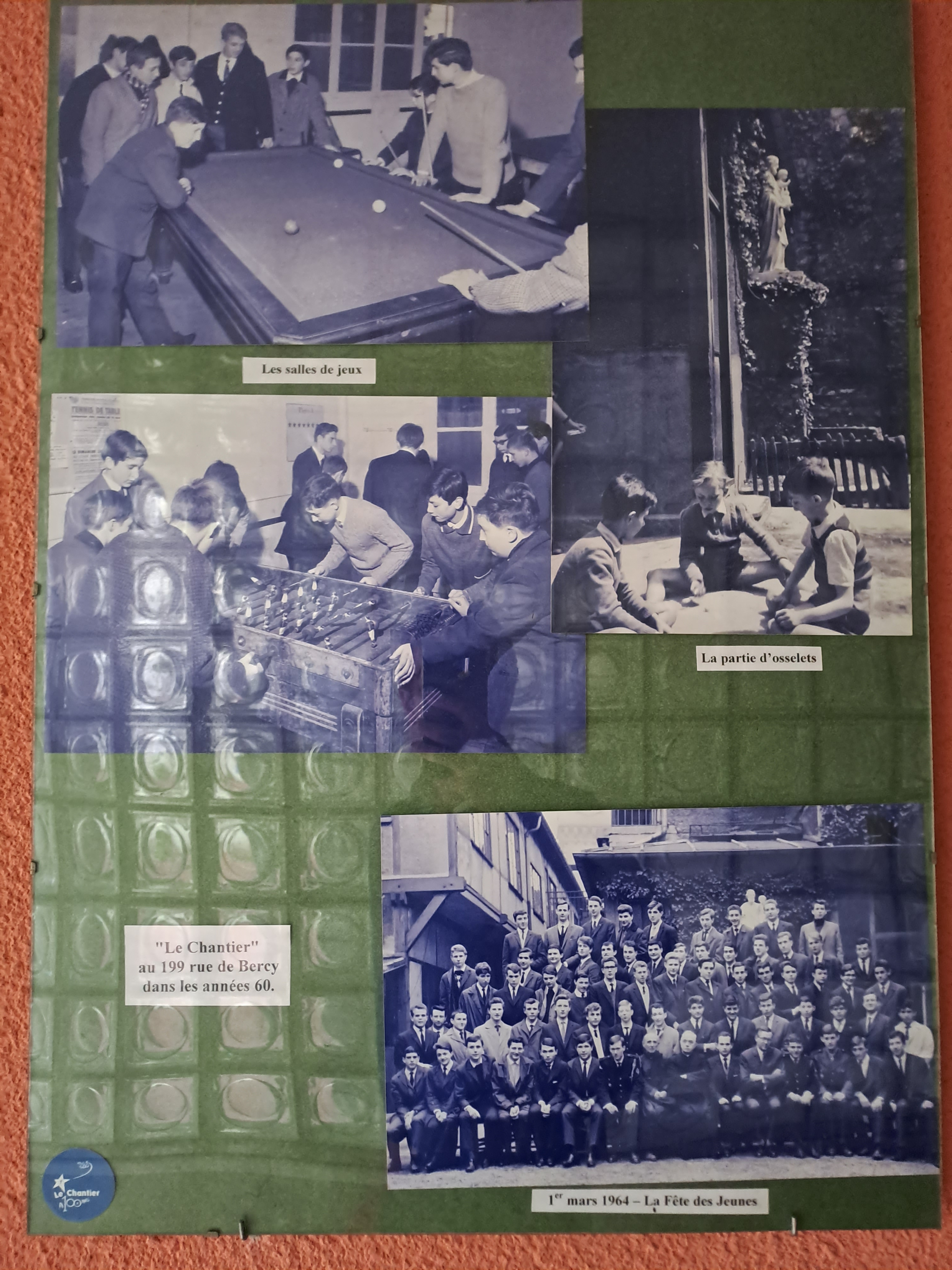
Le Chantier, à Paris Bercy.

L'inauguration et l'annonce officielle de l'ouverture du patronage et de ses activités ont lieu le 25 décembre 1905, alors que les travaux se poursuivent. Les enfants prennent alors l'habitude de se retrouver « sur le chantier » et le nom reste accolé à l'association. Si quarante enfants assistent à ce premier arbre de Noël, ils sont plus de quatre cents l'année suivante et sept cents en 1907. Destiné aux jeunes de milieux populaires, le patronage ne tarde pas à attirer les fils de la bourgeoisie locale, apportant sa contribution au brassage social du quartier. Les conférences du père Ponsard au cercle d'étude du vendredi soir, ouvertes à tous, jouent dans ce domaine un rôle décisif.
La volonté de jouer un rôle social auprès des plus démunis se matérialise par la création d'une centrale d'achats, de consultations médicales hebdomadaires gratuites pour les membres et leur famille, de consultations juridiques, d'une tontine et d'un bureau de placement. Le développement culturel repose sur un groupe théâtral qui ne tarde pas à assurer trois séances mensuelles, une harmonie et une clique de 60 musiciens qui se produisent dans les kiosques à musique de la capitale puis une chorale et un orchestre qui permettent d'élargir le répertoire aux opérettes. Des cours de dessin sont organisés dès 1906 et un photo-club apparait l'année suivante. Le Chantier adhère cette année-là à la Fédération gymnastique et sportive des patronages de France (FGSPF) où il marque particulièrement sa place en présentant simultanément jusqu'à 400 gymnastes dans certains concours. L'association Union athlétique du Chantier est déclarée le 12 juin 1907 au journal officiel avec pour objet le développement physique de la jeunesse ,.
La formation religieuse est intégrée au fonctionnement et la messe dite dans une chapelle propre au patronage : le 28 avril 1907, quatre-vingt-dix jeunes y font leur première communion. La même année, l'abbé Poivrel emmène pour la première fois les "petits" en colonie de vacances sur les rives du lac Léman. L'année suivante, l'association se met en conformité avec la loi de 1901. L'enjeu nationaliste devenant important pour légitimer les catholiques, la formation des futurs conscrits est mise en œuvre et dès 1908 l'association présente chaque année plus de 20 candidats au brevet d'aptitude militaire. Elle ne néglige pas le sport naissant et dès 1909 engage cinq équipes de football dans les divers championnats. Elle participe l'année suivante au premier cross national et initie des cours de natation.
L'abbé n'imagine pas une œuvre éducative sans l'apport des parents et il a déjà impliqué les pères et les hommes de la paroisse au sein d'une Association des aînés du Chantier (AAC). Il élargit son action aux mères des membres qu'il mobilise au sein de l'ouvroir où elles confectionnent les tenues sportives et les costumes du groupe théâtral. En 1909, Léon Adolphe Amette, archevêque de Paris, vient bénir les locaux et Albert de Mun vante l'œuvre dans la grande presse parisienne. Celui-ci renouvelle son appel l'année suivante afin que le Chantier puisse se relever des dégâts occasionnés par la crue qui dévaste ses locaux. Les dons qui affluent sont l'occasion d'une reconstruction importante. Le Chantier qui devient un modèle reçoit en février 1911 la visite d'Alfred Baudrillart, recteur de l'Institut catholique de Paris. En août, les colons de Chens-sur-Léman réalisent l'ascension du Gornergrat à Zermatt, provoquant l'enthousiasme du journal L'Auto.

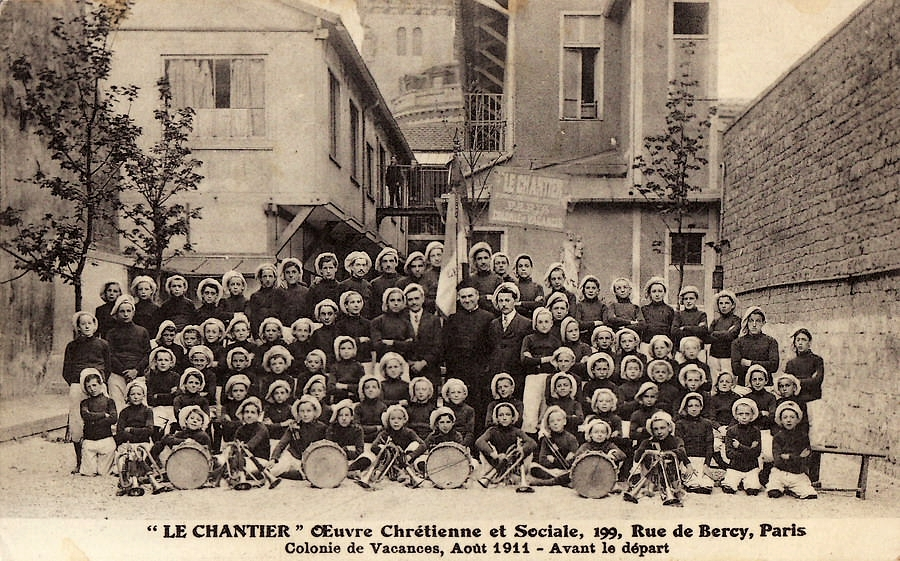
Carte postale, un groupe d'enfants en 1911.
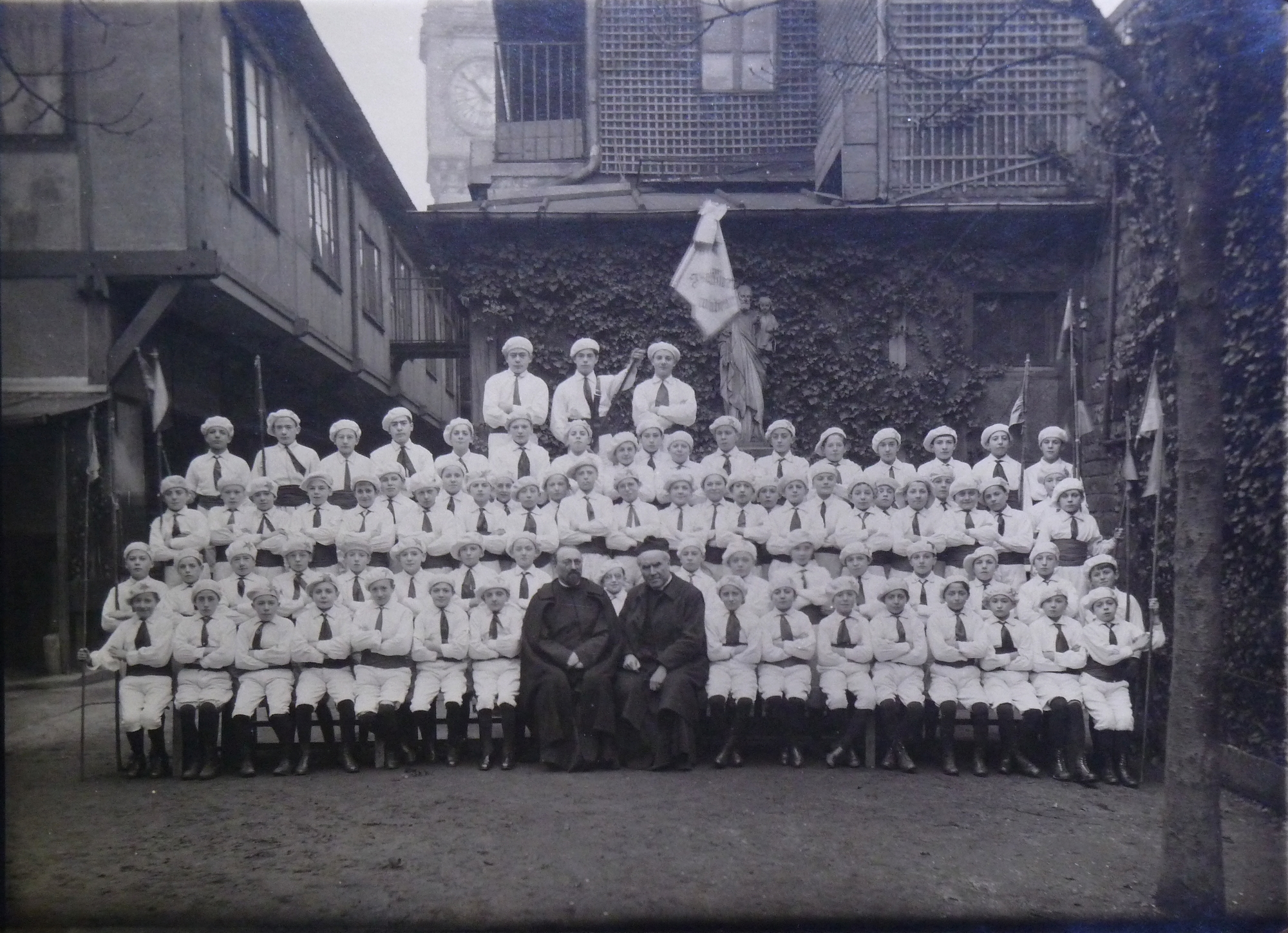
Un groupe en uniforme, vers 1920 (?)
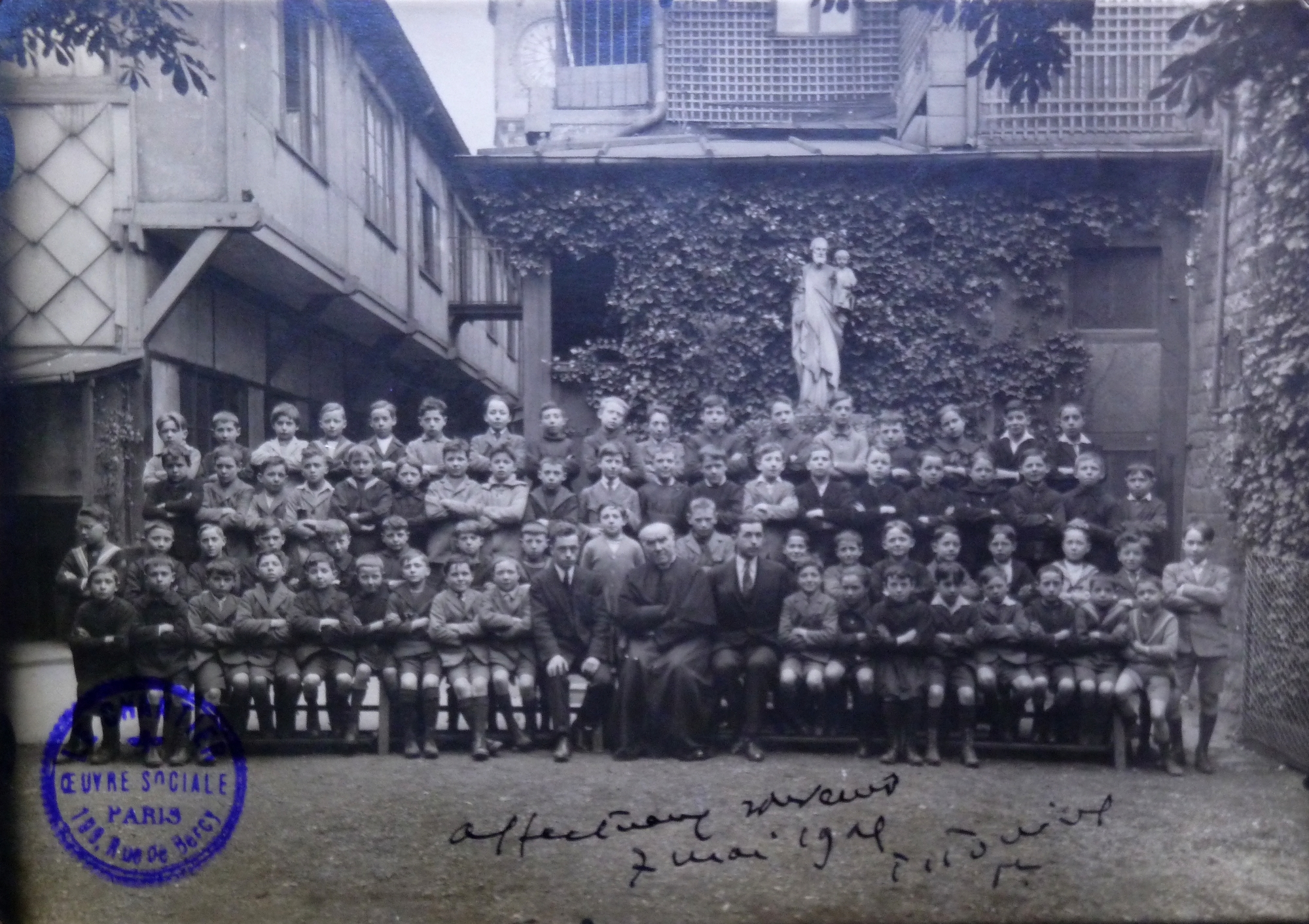
Un groupe d'enfants vers 1920 (?), dédicace illisible.

### La Grande Guerre et ses suites (1914-1939)
En 1914, l'abbé Poivrel achète une propriété sur les rives du lac Léman à Chens-sur-Léman, sur les deniers familiaux : Hermancia, afin d'y pérenniser les vacances des enfants du quartier. Alors qu'une équipe est à Hermancia depuis le 14 juillet pour préparer la première colonie de vacances, la guerre éclate le 1er août. Les colons restent à Paris et quatre cents membres de l'association sont mobilisés ; cent trois n'en reviennent pas. Cependant, à Paris, l'œuvre continue à fonctionner et renforce même ses activités sociales. Dès le 31 juillet 1915, la colonie de Chens-sur-Léman peut enfin accueillir cent trente enfants qui y restent jusqu'en septembre pour échapper au bombardement de la capitale par la Grosse Bertha. Le 5 janvier 1917, Paul Claudel inaugure sur la scène du Chantier sa pièce Nuit de Noël 1914, jouée par les jeunes du patronage.
Dès la paix revenue, l'abbé Poivrel relance les activités, créant dès 1918 une mutuelle pour les adhérents. Le groupe théâtral renforcé par l'orchestre se lance à partir de 1924 dans la production d'opérettes qui font la réputation du Chantier. La gymnastique est une des meilleures sections de l'Union départementale de la Seine et assurément la plus nombreuse. Le football aligne de 15 à 20 équipes qui doivent parfois s'entraîner et même jouer sur des terrains vagues où il faut apporter les buts avec soi. En 1927, le Chantier organise dans ses locaux les championnats de France de la FGSPF. En 1929, la colonie de vacance est ouverte aux petites sœurs des membres masculins déjà accueillies a Paris pour les activités culturelles, mesure quasi révolutionnaire pour l'époque.
En 1931, l'abbé Poivrel, déjà chanoine, est fait chevalier de la Légion d'honneur pour son action au Chantier. Il est secondé l'année suivante par l'abbé Jean Labbé, un ancien du Chantier qui vient d'être ordonné et prend la direction de la colonie qui accueille chaque année plus de cent cinquante enfants et dont les travaux d'aménagement s'accélèrent, l'abbé Poivrel ayant fait don de sa propriété à l'association.

### La Seconde Guerre et l'évolution depuis 1945

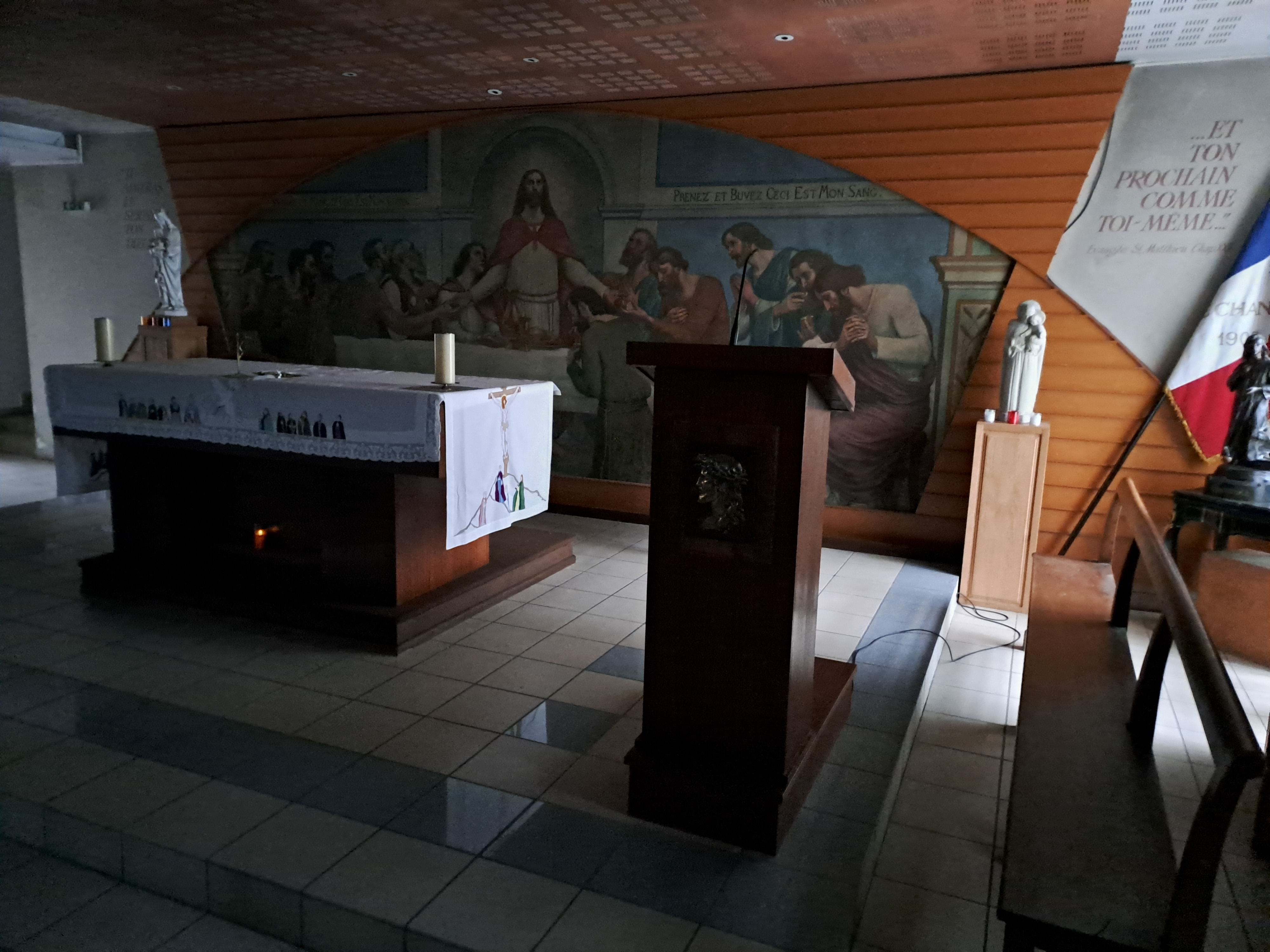
Chapelle Saint-Joseph.

Les travaux de la colonie Hermancia viennent à peine de se terminer que la guerre éclate et qu'elle est occupée par les Allemands puis les Italiens. Deux cents membres partent au front, dix-sept sont tués et quatre-vingt-quatre restent captifs pendant cinq ans. La colonie est déplacée en 1941 et 1942 à Juilly en Seine-et-Marne puis réintègre Chens-sur-Léman dès 1943 pour se réfugier dans une propriété de la paroisse Saint-Antoine-des-Quinze-Vingts à Recloses en forêt de Fontainebleau l'année suivante. Par la suite, Hermancia est définitivement réinvestie sans déserter pour autant Recloses cédée à l'association par la paroisse. Le 28 février 1944, le chanoine Poivrel meurt dans une clinique de Saint-Mandé, veillé par des membres du patro. Les activités sportives et culturelles ont déjà repris avec l'abbé Jean Labbé. La gymnastique, après avoir retrouvé toute sa place, a failli disparaître mais survit néanmoins. Le football reste une activité forte et gagne la coupe de la Fédération sportive de France (FSF) en 1955 avant de voir l'activité se réduire à une école de football. Cependant, d'autres activités apparaissent : le volley-ball, l'escalade, le tennis, le tennis de table. Jean Labbé, arrivé au Chantier en 1906, y reste présent pendant 85 ans. Il devient directeur du Chantier en 1944, après le décès de l'abbé Poivrel.

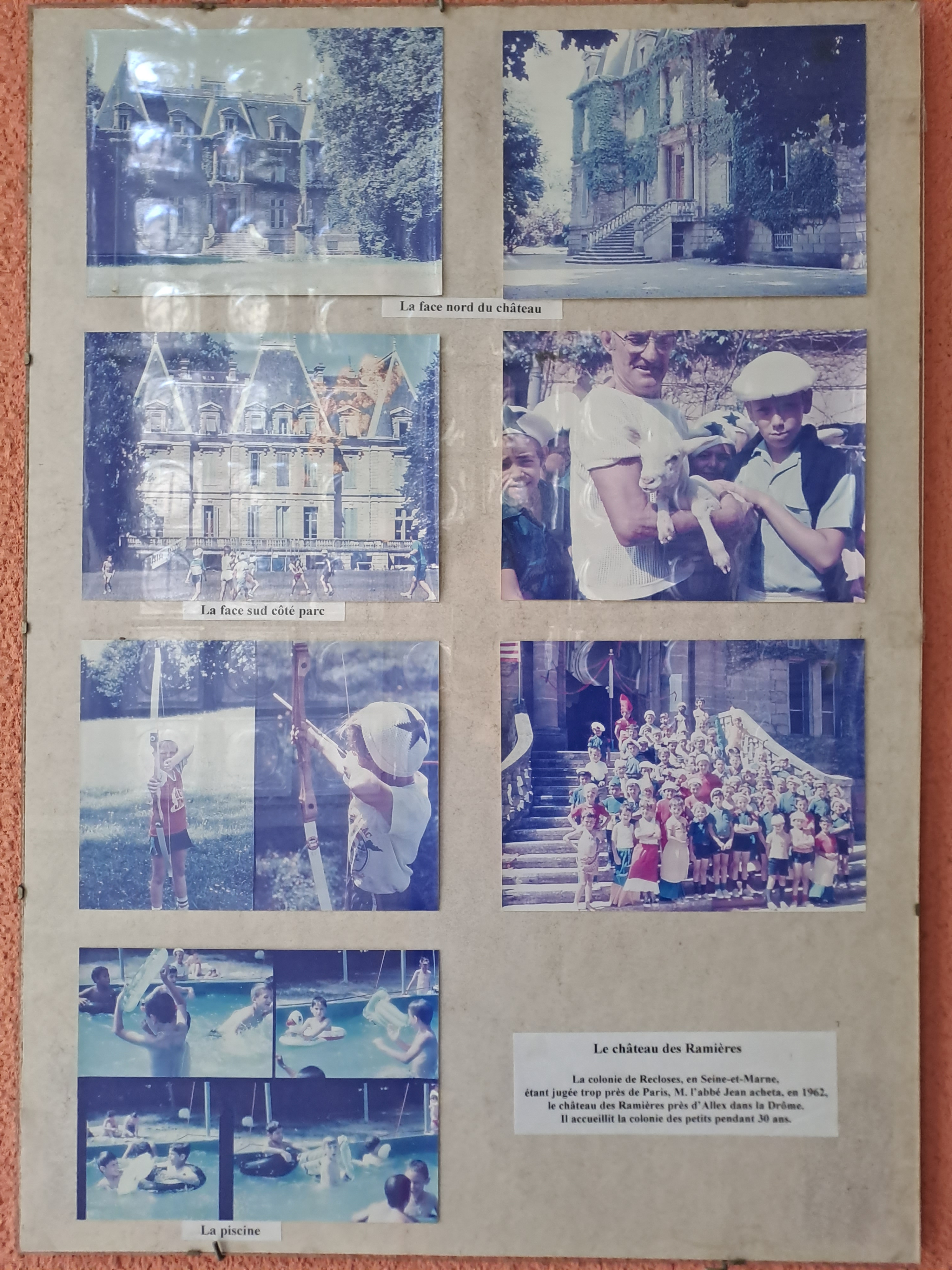
Les colonies au château des Ramières.

Au cours des années 1960, le Chantier échappe aux difficultés liées au désengagement de l'Église de France à l'égard de ses œuvres. En 1962, les maisons de Recloses sont vendues pour acheter le château des Ramières dans la Drôme ; le 14 juillet de la même année l'abbé Jean Labbé est nommé chevalier de la Légion d'honneur dont la médaille lui est remise par Maurice Feltin puis promu officier en 1983. Il tombe rapidement malade et doit limiter ses fonctions en 1972. Les laïcs vont assurer la direction jusqu'en 1981 où un autre ancien du Chantier, l'abbé Marc Constantieux, récemment ordonné, reprend les rênes. L'abbé Jean Labbé meurt le 10 octobre 1991. Avec trois prêtres directeurs en 93 ans, le Chantier reste un cas unique en France. En 1997, le cardinal Lustiger confie la direction du Chantier à l'abbé Frédéric Roder.
Cependant, l'association connaît d'autres difficultés, d'abord immobilières. Expropriée en 1973, elle se réinstalle quai de la Rapée dans une zone peu accessible aux membres et perd alors une grande partie de ses effectifs. Dès son arrivée, l'abbé Constantieux s'empresse de quitter ce lieu inapproprié. En 1994, le président Roger Hauvette, parvient alors à réinstaller le patronage au sein de locaux neufs, rue Julien Hénard, dans la zone d'aménagement concerté (ZAC) de Reuilly. À partir des années 2000, l'association subit la démission de quelques dirigeants, le départ de plus d'un tiers du personnel, la désertion des centres de vacances et la professionnalisation de leur encadrement et des pratiques sportives. Pendant 20 ans, l'association s'efforce néanmoins de poursuivre sa mission d'œuvre chrétienne et sociale qui orne toujours son sigle. Deux cents enfants participent régulièrement au centre de loisirs ou aux activités des sections sportives ; le groupe théâtral et l'orchestre poursuivent leurs activités et le fonctionnement du centre de Chens-sur-Léman s'est adapté aux nouveaux besoins,. Néanmoins, l'œuvre sombre dans l'oubli de ses prémices et connaît des difficultés à pérenniser son identité. L'association sportive reste tout de même assez fréquentée mais totalement indépendamment de la foi catholique. 

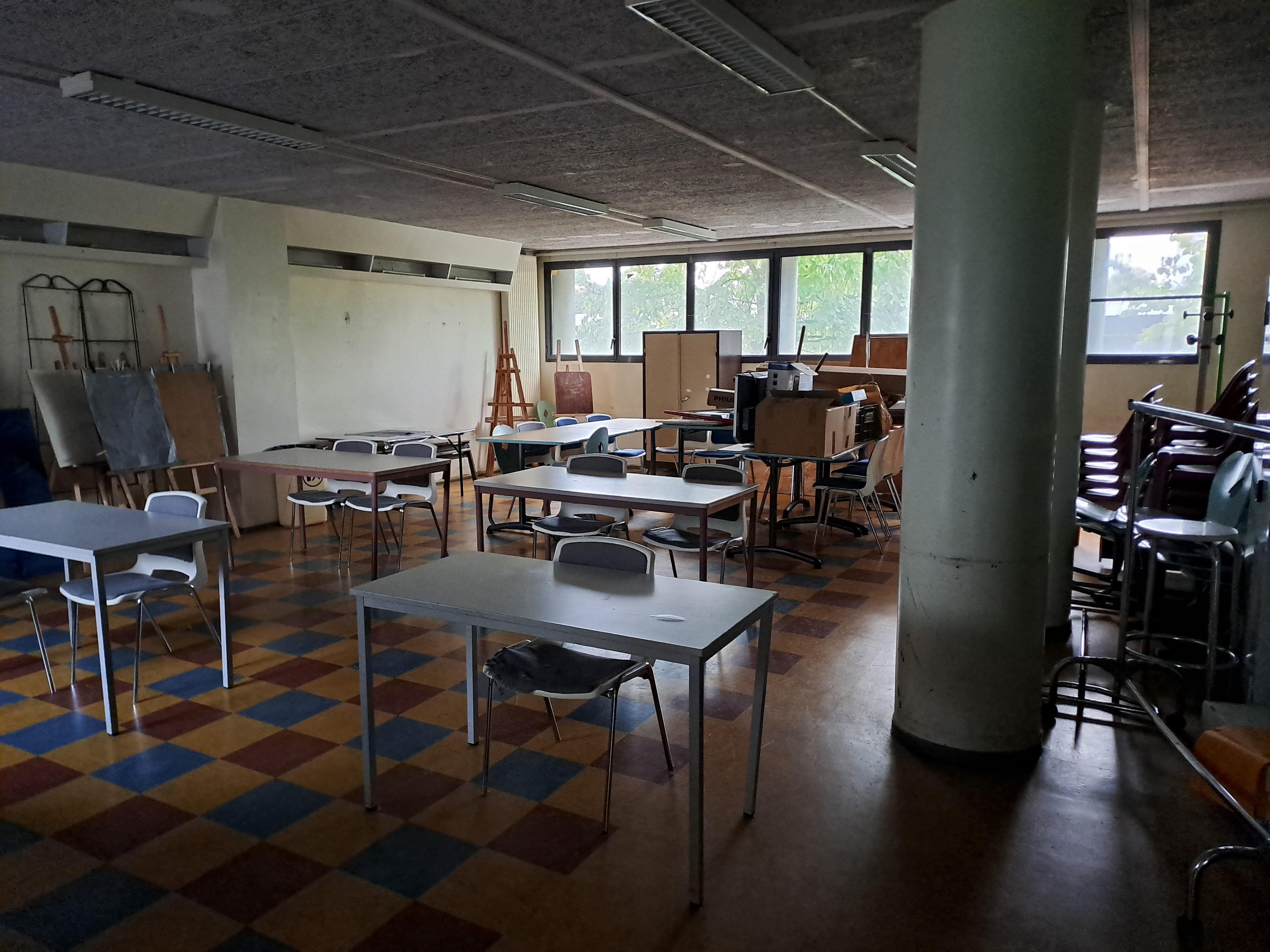
Salle d'art plastique.
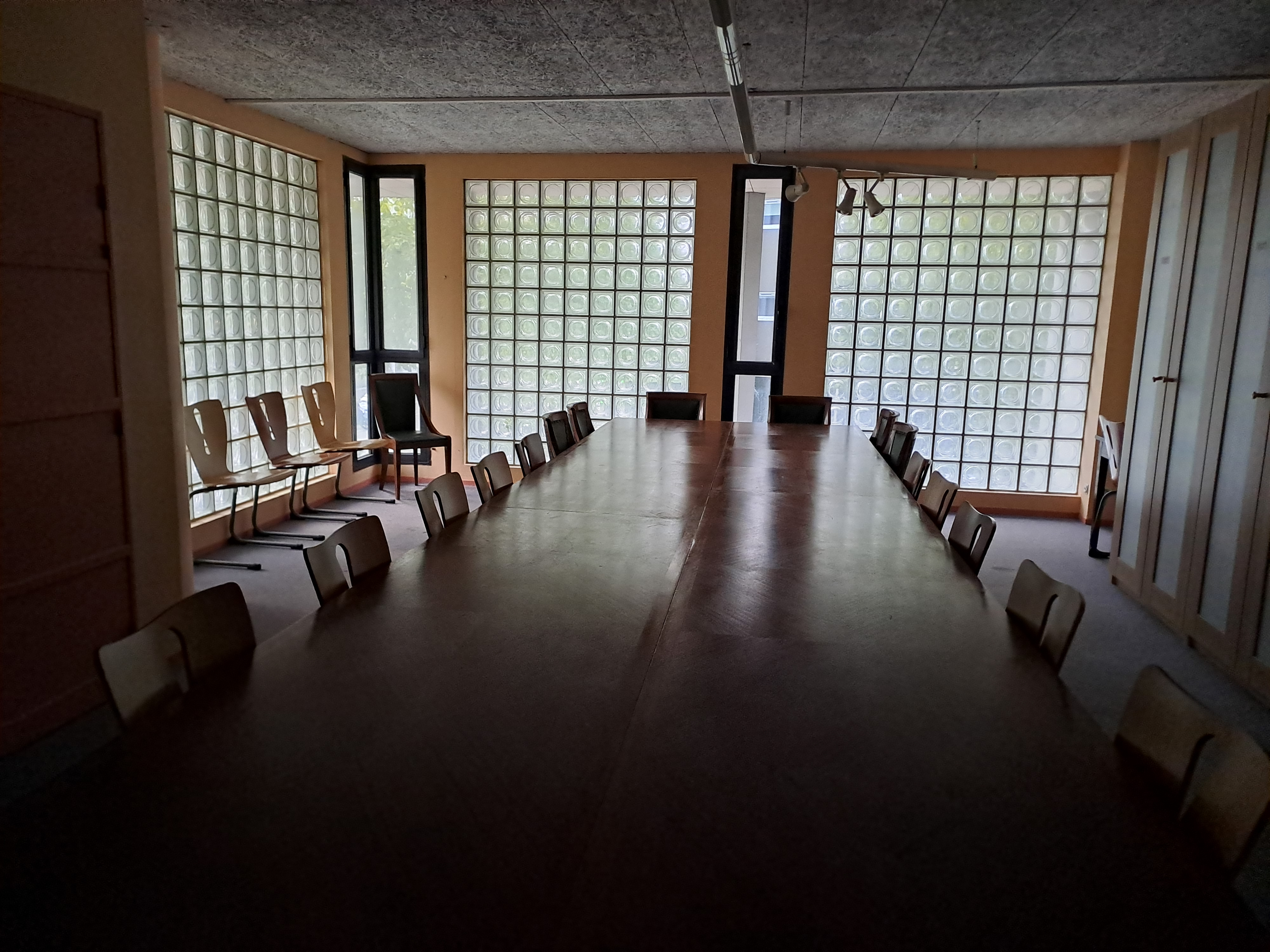
Salle du Conseil.
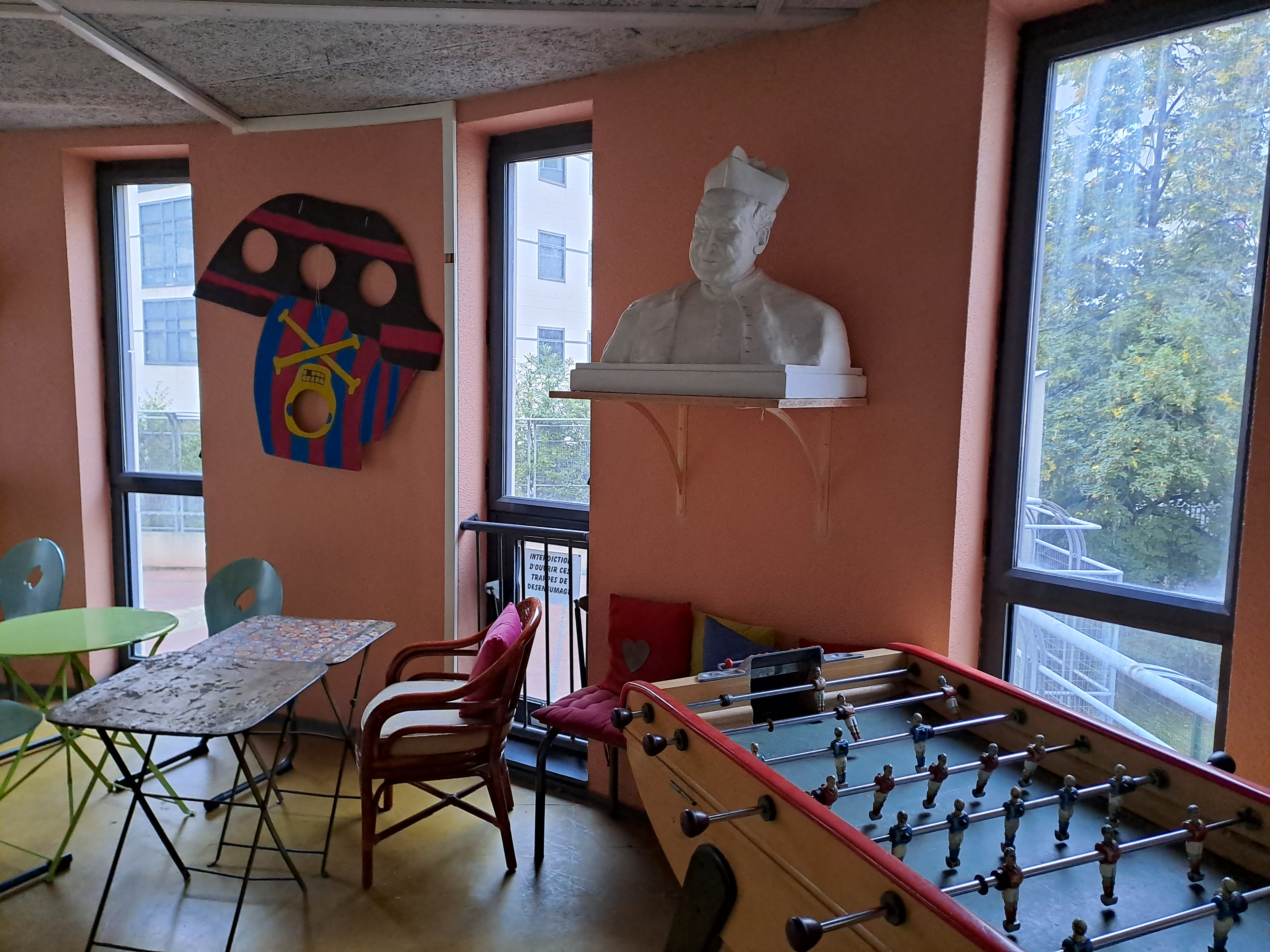
Baby-foot.

## Les dirigeants
De 1907 à 2004, l'association n'a connu que six présidents et cinq directeurs. Depuis 2004, deux nouveaux présidents et deux nouveaux directeurs ont dirigé l'association.

### Les présidents
| # | Nom                 | Période     |
| - | ------------------- | ----------- |
| 1 | Léon Lenfant        | 1907-1915   |
| 2 | René Merle          | 1915-1965   |
| 3 | Robert Mouquet      | 1965-1973   |
| 4 | Henri Belli         | 1973-1988   |
| 5 | Roger Hauvette      | 1988-2000   |
| 6 | Jean-Pierre Develay | 2000-2004   |
| 7 | Pierre Maire        | 2004-2010   |
| 8 | Emmanuel Marfoglia  | depuis 2010 |

### Les prêtres
| # | Nom                                 | Période   |
| - | ----------------------------------- | --------- |
| 1 | chanoine Francis Poivrel, fondateur | 1905-1944 |
| 2 | chanoine Jean Labbé                 | 1944-1981 |
| 3 | abbé Marc Constantieux              | 1981-1997 |
| 4 | abbé Frédéric Roder                 | 1997-1999 |
| 5 | père Rafael Larocca (LC)            | 1999-2004 |
| 6 | père Hervé Peyrelongue (LC)         | 2004-2012 |
| 7 | père Francis de Chaignon            | 2012-2023 |

### Autres références
1. ↑  « Chronologie de la paroisse : La paroisse Saint-Antoine des Quinze-Vingts au fil du temps », sur saqv.fr, 29 novembre 2013 (consulté le 29 septembre 2023)
2. ↑  « Société U. A. C. (Union Athlétique du Chantier) », sur journal-officiel.gouv.fr, 7 juillet 1907 (consulté le 19 août 2023)
3. ↑  Remo Forlani, « Comment une émission de télévision sur les pratiques pédophiles d'un prêtre réveille de vieux souvenirs traumatisants. «J'avais 7 ans, au patronage...» » , sur liberation.fr, Libération, 1er juin 2000 (consulté le 29 septembre 2023)
4. ↑  « Site du centre de vacances d'Hermancia » (consulté le 11 avril 2013)
5. 1 2  Fédération sportive et culturelle de France, « Carnet », Les Jeunes, no 2405,‎ février 1992, p. 2.
6. 1 2  Catherine Bertrand, « Le Chantier de l'âme », France catholique, no 2663,‎ 23 octobre 1998, p. 16
7. ↑  François Graz, « À Chens, la colonie de vacances Hermancia a fêté ses 100 ans », sur lemessager.fr, Le Messager, 30 août 2015 (consulté le 29 septembre 2023)
8. ↑  Sophie de Villeneuve, « Jubilé de l'An 2000 », La Croix,‎ 28 mai 1998 (ISSN 0242-6056, lire en ligne, consulté le 29 septembre 2023)
9. ↑  « – 20120908 | Une équipe de prêtres pour le secteur de Saâcy – Secteur paroissial des cinq clochers » (consulté le 29 septembre 2023)